# بيدرو كاسترو
بيدرو كاسترو (بالبرتغالية: Pedro Castro) (5 فبراير 1993 بفولتا ريدوندا في البرازيل - ) هو لاعب كرة قدم برازيلي في مركز الوسط . لعب مع نادي بارانا ونادي سانتوس ونادي بوتافغو لكرة القدم وإسبانيول ب ونادي سانتا كروز ونادي كروزيرو ونادي دبا الفجيرة ونادي خورفكان.

## وصلات خارجية
- بيدرو كاسترو على موقع قاعدة بيانات كرة القدم.إي يو (الإنجليزية)
- بيدرو كاسترو على موقع Soccerway.com (الإنجليزية)
- بيدرو كاسترو على موقع عالم كرة القدم.نت (الإنجليزية)
- بيدرو كاسترو على موقع AS.com (الإسبانية)